# Abdul Rahim Wardak
Pour les articles homonymes, voir Rahim.
Abdul Rahim Wardak, né en 1940, est un homme politique afghan et ancien ministre de la Défense de l'Afghanistan. Il est nommé le 23 décembre 2004 par le président afghan Hamid Karzaï. Avant cette nomination, Wardak devient vice-ministre de la Défense de l'ancien ministre Mohammed Fahim. Pendant la guerre soviéto-afghane des années 1980, Wardak est un chef de la résistance nationale moudjahidine qui combat les forces soviétiques. Il est d'origine pachtoune de la province de Wardak. Sa diplomatie joue un rôle déterminant dans la promotion de la réconciliation ethnique en raison de sa lignée de chefs tribaux ayant de solides relations pachtounes avec tous les groupes ethniques du pays. 
Il s'exprime devant le Congrès américain, sur la manière de stabiliser la région Afghanistan - Pakistan. Il a rencontre Richard Holbrooke en 2009, l'envoyé spécial des États-Unis en Afghanistan et au Pakistan, pour discuter de sécurité avec les ministres de la Défense de l'OTAN. En août 2012, il démissionne après avoir reçu une motion de censure du Parlement afghan.

## Biographie
Abdul Rahim Wardak, d'origine pachtoune et fils d'Abdul Ghani, est né dans la province de Maïdan Wardak en Afghanistan en 1940. il étudie au lycée Habiba à Kaboul puis à l'Académie militaire nationale d'Afghanistan. Il achève ses études aux États-Unis, puis à l'Académie Ali Naser en Égypte.
Il devient professeur à l'Académie militaire nationale d'Afghanistan et assistant au sein du Ministère de la Défense d'Afghanistan. Il sert avec les moudjahidines, en tant qu'officier adjoint militaire. Il rejoint le Front national islamique d'Afghanistan. Wardak, en tant que commandant des moudjahidines, est témoin de l'occupation et de la destruction des principaux foyers de résistance dans la province de Paktiya.

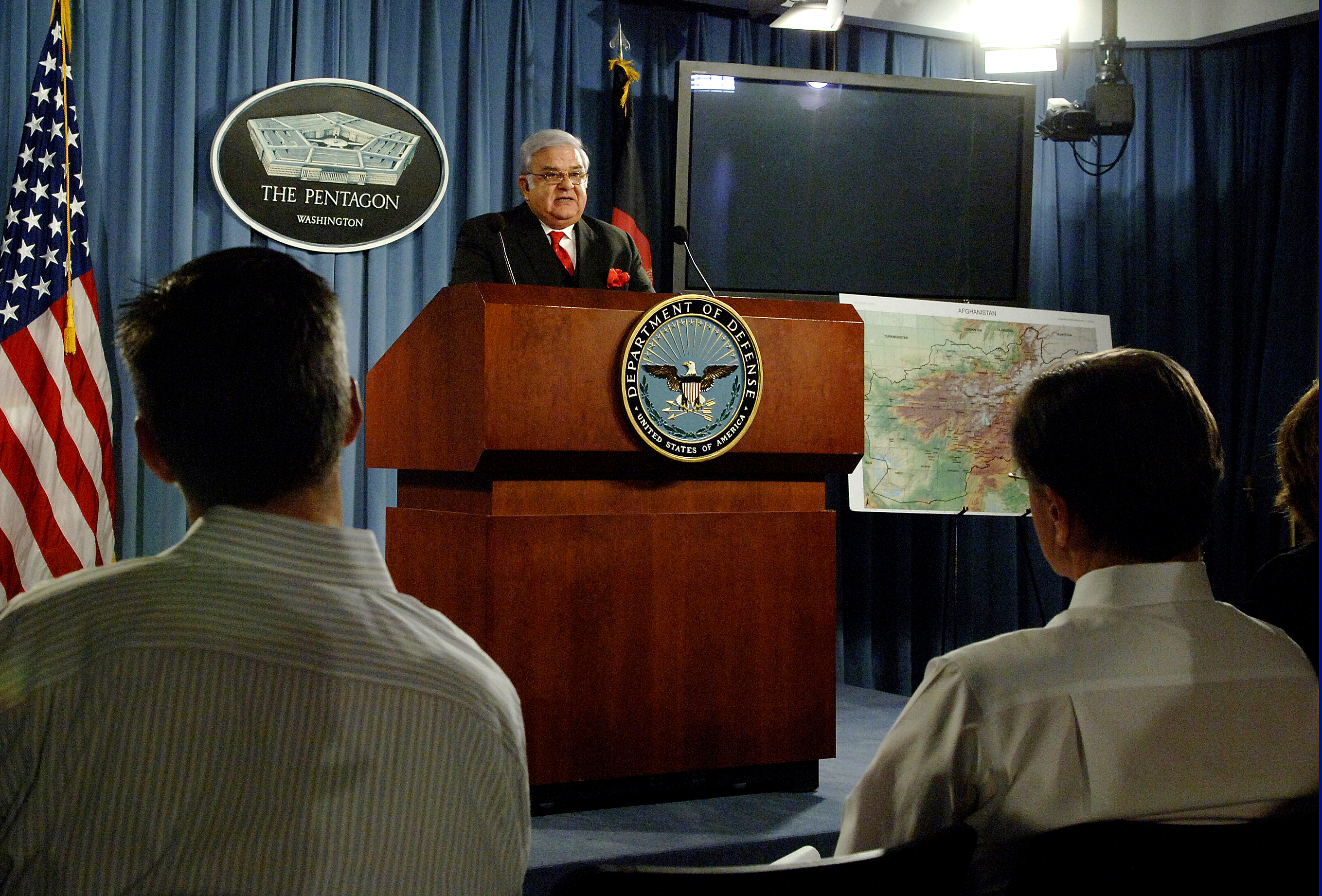
Abdul Rahim Wardak s'exprimant au Pentagone en 2006.

En avril 2005, trois ans seulement après la chute du régime taliban, Abdul Rahim Wardak, s'adresse en qualité de Ministre de la Défense à un groupe d'auditeurs à l'Institut international d'études stratégiques de Londres. Dans son discours, il met l'accent sur l'importance de l'Armée nationale afghane dans la recréation de l'Afghanistan, sur certaines des exigences de l'engagement de la communauté internationale et enfin sur un résumé de la vision de l'administration actuelle visant à « créer un Afghanistan stable, sûr et prospère ».
Il survit à un attentat à la porte de l'aéroport international de Kaboul en septembre 2005 alors qu'il quitte sa voiture. Quatre hommes armés sont arrêtés à la suite de l'attaque contre le convoi du ministre.
En août 2012, il démissionne après avoir reçu une motion de censure du Parlement afghan.